# Minchinhampton
Minchinhampton est une paroisse civile et une ville du Gloucestershire, en Angleterre.